# آكل دو نورد
آكل دو نورد هي مدينة من مدن هايتي. يبلغ عدد سكانها 51,337 نسمة وذلك حسب إحصائيات سنة 2003. يبلغ ارتفاع المدينة عن سطح البحر قرابة 20 متر.

## أعلام
- فرانتز ماتيو